# Xuthea geminalis
Xuthea geminalis es una especie de insecto coleóptero de la familia Chrysomelidae. Fue descrita en 1992 por Wang.